# Team Qhubeka NextHash
Team Qhubeka NextHash (código UCI: TQA) fue un equipo ciclista sudafricano de categoría UCI WorldTeam que participó en el UCI WorldTour hasta el año 2021. Debido a los problemas económicos que sufrió el principal patrocinador el equipo desapareció al término de la temporada 2021.

## Historia
Fundado en 2007 como amateur, corre principalmente en carreras del UCI Africa Tour, el circuito continental africano sobre todo desde su ascenso a profesional (categoría Continental-última categoría del profesionalismo-) desde 2008. Siendo uno de los grandes dominadores de ese circuito desde su creación.
Tuvo en sus filas a Daryl Impey, llegado en el mes de enero de 2011 tras el fallido proyecto australiano del Pegasus Sports, y que permaneció en la escuadra cuatro meses hasta su fichaje por el Team NetApp alemán (Profesional Continental).
En 2012 el equipo destacó con más de 20 victorias, varias de ellas en Europa, siendo su máximo exponente Reinardt Janse van Rensburg.
En junio de ese año se lanzó un proyecto de 3 años por el cual MTN Qhubeka, ascendió a la categoría Profesional Continental en 2013. La mayoría de los ciclistas son sudafricanos, aunque también integran la plantilla de otros países africanos y algunos europeos entre ellos Gerald Ciolek. El alemán fue de los más destacados del equipo en la temporada, logrando una victoria en el UCI WorldTour, en la famosa clásica Milán-San Remo.
En el año 2016 se convirtió en el primer equipo africano de la historia en participar de la primera categoría del ciclismo UCI WorldTour bajo el nombre Dimension Data.

## Desaparición
El equipo sudafricano al final de la temporada 2021 no logró encontrar un patrocinador fuerte que le permitiera mantener el proyecto, según informó en un comunicado el principal director del equipo Douglas Ryder. África se queda sin su único representante en el panorama ciclista profesional. Los problemas económicos sufridos por el equipo en la temporada 2021 han provocado que la UCI le haya denegado la licencia de equipo UCI WorldTour para la temporada 2022.
El equipo compitió desde el 2008 como continental MTN-Energade y llegó a la máxima categoría UCI WorldTour en 2016 como Dimension Data. En 2020 se denominó NTT Pro Cycling y luego su último año comenzó la temporada como Qhubeka-Assos antes de convertirse en Qhubeka-NextHash. En estos años, la escuadra sudafricana ganó cinco etapas del Giro de Italia, siete etapas del Tour de Francia y cinco etapas de la Vuelta a España, y por la plantilla del equipo pasaron algunos de los grandes nombres del ciclismo mundial, como al corredor local Daryl Impey, el británico Mark Cavendish, el italiano Fabio Aru o incluso el español Omar Fraile.

## Corredor mejor clasificado en las Grandes Vueltas
| Año  | Giro de Italia                  | Tour de Francia      | Vuelta a España      |
| ---- | ------------------------------- | -------------------- | -------------------- |
| 2008 | -                               | -                    | -                    |
| 2009 | -                               | -                    | -                    |
| 2010 | -                               | -                    | -                    |
| 2011 | -                               | -                    | -                    |
| 2012 | -                               | -                    | -                    |
| 2013 | -                               | -                    | -                    |
| 2014 | -                               | -                    | 17.º Sergio Pardilla |
| 2015 | -                               | 13.º Serge Pauwels   | 10.º Louis Meintjes  |
| 2016 | 10.º Kanstantsín Siutsou        | 42.º Serge Pauwels   | 38.º Merhawi Kudus   |
| 2017 | 36.º Jacques Janse Van Rensburg | 19.º Serge Pauwels   | 35.º Igor Antón      |
| 2018 | 44.º Benjamin King              | 59.º Tom Slagter     | 24.º Benjamin King   |
| 2019 | 32.º Ben O'Connor               | 16.º Roman Kreuziger | 25.º Ben O'Connor    |
| 2020 | 11.º Domenico Pozzovivo         | 73.º Michael Valgren | 20.º Gino Mäder      |
| 2021 | 11.º Kilian Frankiny            | 73.º Sergio Henao    | 51.º Fabio Aru       |

## Material ciclista

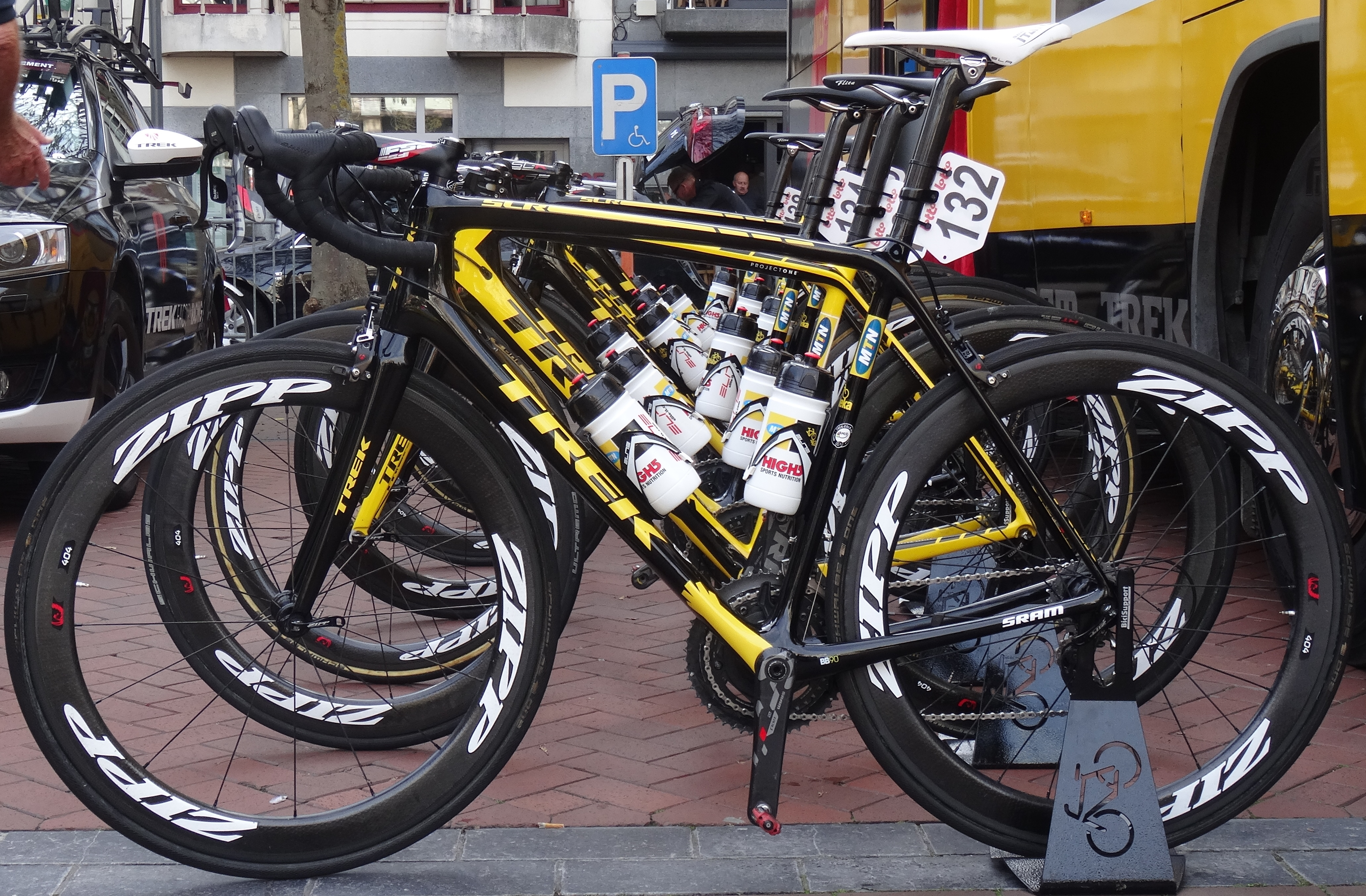
Bicicletas del equipo en el Tour de Eurométropole 2014.

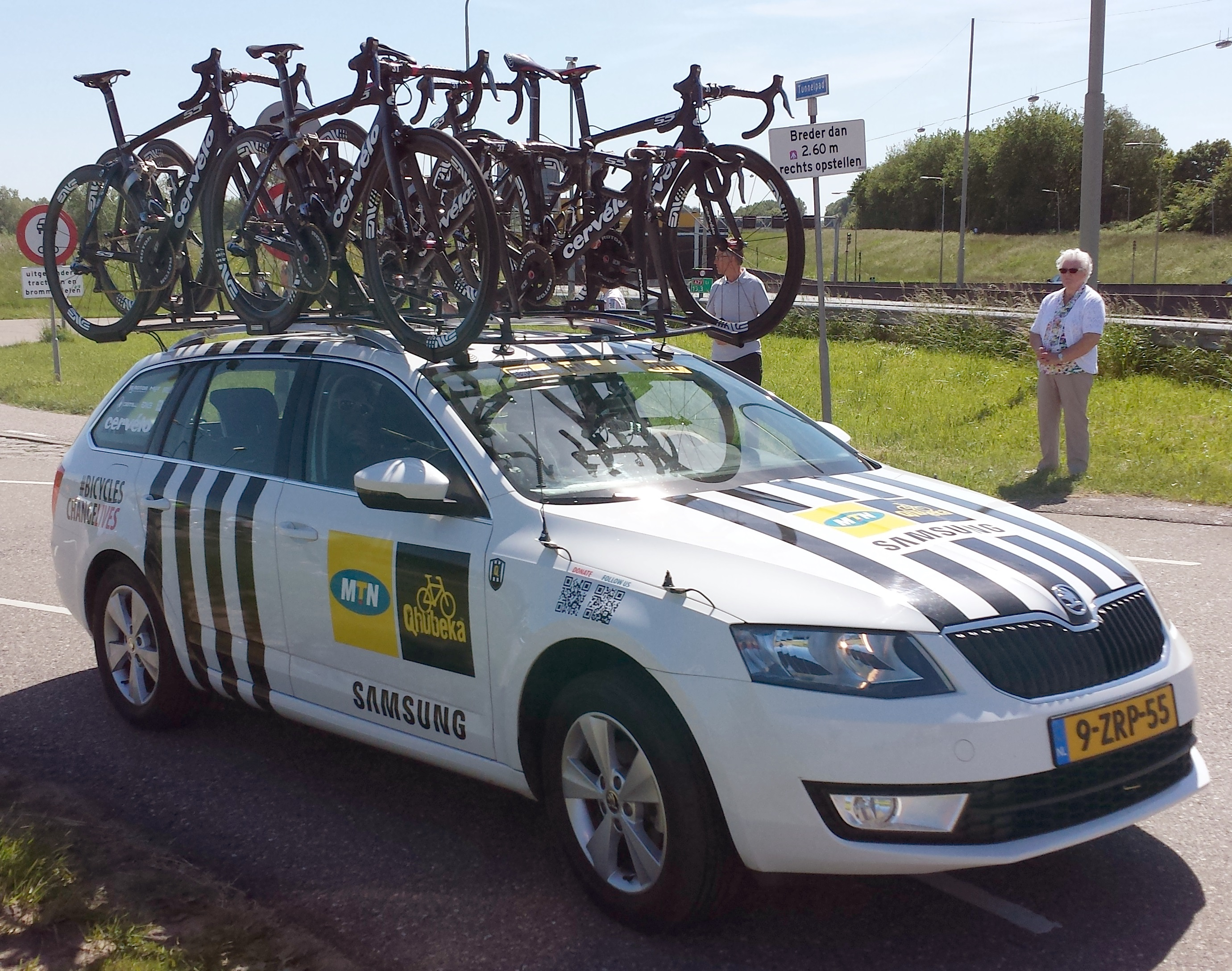
Vehículos que utiliza del equipo.

El equipo utiliza bicicletas BMC y equipamiento Assos.
| Año  | Bicicletas  | Equipación | Cascos | Gafas  | Ruedas | Sillines     | Componentes | Neumáticos  | Bidones |
| ---- | ----------- | ---------- | ------ | ------ | ------ | ------------ | ----------- | ----------- | ------- |
| 2008 |             |            |        |        |        |              |             |             |         |
| 2009 |             |            |        |        |        |              |             |             |         |
| 2010 |             |            |        |        |        |              |             |             |         |
| 2011 | Eddy Merckx | Decca      |        |        |        |              |             |             |         |
| 2012 | Trek        | Vermarc    | Met    |        | Zipp   |              | Sram        |             | Elite   |
| 2013 | Trek        | Vermarc    | Met    | Oakley | Zipp   |              | Sram        |             | Elite   |
| 2014 | Trek        | Castelli   | Met    | Oakley | Zipp   | Selle Italia | Sram        | Schwalbe    | Elite   |
| 2015 | Cervélo     | Castelli   | Met    | Oakley | Enve   | Selle Italia | Rotor       | Schwalbe    | Elite   |
| 2016 | Cervélo     | Oakley     | Met    | Oakley | Enve   | Fi’zi:k      | Rotor       | Continental | Tacx    |
| 2017 | Cervélo     | Oakley     | Met    | Oakley | Enve   | Fi’zi:k      | Rotor       | Continental | Tacx    |
| 2018 | Cervélo     | Oakley     | Oakley | Oakley | Enve   | Astute       | Rotor       | Continental | Elite   |
| 2019 | BMC         | Assos      | Giro   | Oakley | Enve   | Selle Italia | Rotor       | Vittoria    | Tacx    |
| 2020 | BMC         | Assos      | Giro   | Scicon | Enve   | Selle Italia | Rotor       | Vittoria    | Tacx    |

## Sede
El equipo tiene su sede en Morningside (Sudáfrica) (Ryder Cyling P.O. Box 687).

## Clasificaciones UCI
A partir de 2005 la UCI instauró los Circuitos Continentales UCI, donde el equipo está desde que se creó en 2008, registrado dentro del UCI Africa Tour. Estando en las clasificaciones del UCI Africa Tour Ranking, UCI Asia Tour Ranking y UCI Europe Tour Ranking.
Las clasificaciones del equipo y de su ciclista más destacado son las siguientes.
| Temporada                | Clasificación por equipos | Mejor corredor en la clasificación individual | Posición |
| 2007-2008 (Africa Tour)  | 1.º                       | Nicholas White                                | 1.º      |
| 2007-2008 (Asia Tour)    | 52.º                      | Ian Mcleod                                    | 207.º    |
| 2007-2008 (Europe Tour)  | 117.º                     | Kevin Evans                                   | 1077.º   |
| 2008-2009 (Africa Tour)  | 2.º                       | Jay Robert Thomson                            | 4.º      |
| 2008-2009 (Asia Tour)    | 15.º                      | Christoff Van Heerden                         | 17.º     |
| 2009-2010 (Africa Tour)  | 1.º                       | Christoff Van Heerden                         | 7.º      |
| 2009-2010 (Asia Tour)    | 52.º                      | Jacobus Venter                                | 268.º    |
| 2010-2011 (Africa Tour)  | 4.º                       | Reinardt Janse van Rensburg                   | 13.º     |
| 2010-2011 (Asia Tour)    | 32.º                      | Dennis van Niekerk                            | 82.º     |
| 2011-2012 (Africa Tour)  | 1.º                       | Reinardt Janse van Rensburg                   | 3.º      |
| 2011-2012 (Asia Tour)    | 25.º                      | Reinardt Janse van Rensburg                   | 22.º     |
| 2011-2012 (Europe Tour)  | 39.º                      | Reinardt Janse van Rensburg                   | 10.º     |
| 2011-2012 (Oceania Tour) | 6.º                       | Reinardt Janse van Rensburg                   | 7.º      |
| 2012-2013 (Africa Tour)  | 1.º                       | Jay Robert Thomson                            | 7.º      |
| 2012-2013 (America Tour) | 36.º                      | Kristian Sbaragli                             | 293.º    |
| 2012-2013 (Asia Tour)    | 16.º                      | Tsgabu Grmay                                  | 27.º     |
| 2012-2013 (Europe Tour)  | 21.º                      | Gerald Ciolek                                 | 10.º     |
| 2013-2014 (Africa Tour)  | 1.º                       | Louis Meintjes                                | 7.º      |
| 2013-2014 (Asia Tour)    | 16.º                      | Merhawi Kudus                                 | 38.º     |
| 2013-2014 (Europe Tour)  | 27.º                      | Kristian Sbaragli                             | 57.º     |
| 2015 (America Tour)      | 16.º                      | Natnael Berhane                               | 88.º     |
| 2015 (Africa Tour)       | 3.º                       | Louis Meintjes                                | 16.º     |
| 2015 (Asia Tour)         | 17.º                      | Youcef Reguigui                               | 10.º     |
| 2015 (Europe Tour)       | 11.º                      | Edvald Boasson Hagen                          | 4.º      |

A partir de 2016 el equipo pasó a formar parte del UCI WorldTour.
| Año  | Clasificación por equipos | Mejor corredor       | Posición |
| 2016 | 18.º                      | Mark Cavendish       | 68.º     |
| 2017 | 18.º                      | Nathan Haas          | 50.º     |
| 2018 | 18.º                      | Edvald Boasson Hagen | 76.º     |
| 2019 | 22.º                      | Michael Valgren      | 80.º     |
| 2020 | 21.º                      | Giacomo Nizzolo      | 24.º     |
| 2021 | 20.º                      | Giacomo Nizzolo      | 21.º     |

## Palmarés
Para años anteriores, véase Palmarés del Team Qhubeka NextHash

### Palmarés 2021

#### UCI WorldTour
| Fechas     | Carreras                      | Ganador            |
| 19 de mayo | 11.ª etapa del Giro de Italia | Mauro Schmid       |
| 21 de mayo | 13.ª etapa del Giro de Italia | Giacomo Nizzolo    |
| 23 de mayo | 15.ª etapa del Giro de Italia | Victor Campenaerts |

#### UCI ProSeries
| Fechas        | Carreras           | Ganador         |
| 14 de febrero | Clásica de Almería | Giacomo Nizzolo |

#### Circuitos Continentales UCI
| Fechas      | Circuito             | Carreras           | Ganador         |
| 1 de agosto | UCI Europe Tour 2021 | Circuito de Guecho | Giacomo Nizzolo |

#### Campeonatos nacionales
| Fechas | Carreras | Ganador |

## Plantilla
Para años anteriores, véase Plantillas del Team Qhubeka NextHash

### Plantilla 2021
| Nombre                      | Nacimiento | Nacionalidad    | Equipo 2020                  |
| Sander Armée                | 10/12/1985 | Bélgica         | Lotto Soudal                 |
| Fabio Aru                   | 03/07/1990 | Italia          | UAE Team Emirates            |
| Carlos Barbero              | 29/04/1991 | España          | NTT Pro Cycling              |
| Sean Bennett                | 31/03/1996 | Estados Unidos  | EF Pro Cycling               |
| Connor Brown                | 06/08/1998 | Nueva Zelanda   | NTT Continental Cycling Team |
| Victor Campenaerts          | 28/10/1991 | Bélgica         | NTT Pro Cycling              |
| Dimitri Claeys              | 18/06/1987 | Bélgica         | Cofidis, Solutions Crédits   |
| Simon Clarke                | 18/07/1986 | Australia       | EF Pro Cycling               |
| Nicolas Dlamini             | 12/08/1995 | Sudáfrica       | NTT Pro Cycling              |
| Kilian Frankiny             | 26/01/1994 | Suiza           | Groupama-FDJ                 |
| Michael Gogl                | 04/11/1993 | Austria         | NTT Pro Cycling              |
| Lasse Norman Hansen         | 11/02/1992 | Dinamarca       | Alpecin-Fenix                |
| Sergio Luis Henao           | 10/12/1987 | Colombia        | UAE Team Emirates            |
| Reinardt Janse van Rensburg | 03/02/1989 | Sudáfrica       | NTT Pro Cycling              |
| Bert-Jan Lindeman           | 16/06/1989 | Países Bajos    | Team Jumbo-Visma             |
| Giacomo Nizzolo             | 30/01/1989 | Italia          | NTT Pro Cycling              |
| Matteo Pelucchi             | 21/01/1989 | Italia          | Bardiani-CSF-Faizanè         |
| Robert Power                | 11/05/1995 | Australia       | Team Sunweb                  |
| Domenico Pozzovivo          | 30/11/1982 | Italia          | NTT Pro Cycling              |
| Mauro Schmid                | 04/12/1999 | Suiza           | Leopard Pro Cycling          |
| Andreas Stokbro             | 08/04/1997 | Dinamarca       | NTT Pro Cycling              |
| Dylan Sunderland            | 26/02/1996 | Australia       | NTT Pro Cycling              |
| Harry Tanfield              | 17/11/1994 | Reino Unido     | AG2R La Mondiale             |
| Karel Vacek                 | 09/09/2000 | República Checa | Team Colpack Ballan          |
| Emil Vinjebo                | 24/03/1994 | Dinamarca       | Riwal Securitas Cycling Team |
| Max Walscheid               | 13/06/1993 | Alemania        | NTT Pro Cycling              |
| Łukasz Wiśniowski           | 07/12/1991 | Polonia         | CCC Team                     |

1. ↑  Hasta el 5 de septiembre.